# Barbulifer antennatus
Barbulifer antennatus är en fiskart som beskrevs av Böhlke och Robins, 1968. Barbulifer antennatus ingår i släktet Barbulifer och familjen smörbultsfiskar. Inga underarter finns listade.